# جان دورميسون
جان دورميسون (بالفرنسية: Jean d'Ormesson )‏ (و. 1925 – 2017 م) هو صحفي، وكاتب، وفيلسوف، من فرنسا، ولد في الدائرة السابعة في باريس،، وكان عضوًا في أكاديمية اللغة الفرنسية، توفي في نويي-سور-سين، عن عمر يناهز 92 عاماً.
سبق له الفوز بجائزة كومبور شاتوبريان.

## التعليم
تعلم في مدرسة الأساتذة العليا، ومدرسة هنري الرابع، وكور هاتمير ‏.

## مناصب وهيئات
أدار لو فيغارو، وباري ماتش.

## أعماله
من أعماله :
- الحب متعة،
- حب من أجل لاشيء،
- إلى اللقاء وشكرا،
- سيرة ذاتية عنوانها أقول رغم كل شيء أن هذه الحياة كانت جميلة نشرته له عام 2016 دار النشر غاليمار.

## جوائز
حصل على جوائز منها:
- وسام الصليب الأكبر لجوقة الشرف (11 يوليو 2014)[11]
- Grand prix Jean Giono [الإنجليزية]‏ (1999)
- Grand prix RTL-Lire [الإنجليزية]‏ (1994)
- الجائزة الكبرى للرواية من الأكادمية الفرنسية (1971)[12]
- نيشان الاستحقاق الوطني من رتبة ضابط
- قائد الفنون والآداب
- وسام السعفات الأكاديمية من رتبة قائد
- وسام الصليب الجنوبي من رتبة قائد.

## وصلات خارجية
- جان دورميسون على موقع IMDb (الإنجليزية)
- جان دورميسون على موقع مونزينجر (الألمانية)
- جان دورميسون على موقع ألو سيني (الفرنسية)
- جان دورميسون على موقع ديسكوغز (الإنجليزية)
- جان دورميسون على موقع قاعدة بيانات الفيلم (الإنجليزية)
- جان دورميسون على موقع ليتربوكسد (الإنجليزية)